# Oliver Legipont
Oliver Legipont (Legipontius) (* 2. Dezember 1698 in Soiron bei Verviers; † 16. Januar 1758 in Trier) war ein deutscher  Historiker und Bibliothekar. Er war Benediktiner in Groß St. Martin in Köln und fälschte dort Geschichtsquellen.